# Міст Обуховської оборони
Міст Обуховської оборони (рос. Мост Обуховской Обороны) — міст через річку Монастирку в Центральному районі Санкт-Петербурга, що з'єднує Безіменний і Монастирський острови.

## Розташування
Розташований по осі проїзду, що з'єднує проспект Обуховської оборони з Синопською набережною, біля витоку Монастирок.
Нижче за течією знаходиться Монастирський міст.
Найближчі станції метрополітену — «Площа Олександра Невського-1», «Площа Олександра Невського-2».

## Назва
Назва мосту відома з 1964 року і була присвоєна від назви проспекту Обухівської Оборони.

## Історія
У 1926 році на цьому місці був побудований залізничний міст. У 1963–1964 роках у складі проекту будівництва мосту Олександра Невського і перепланування передмостової території, був побудований суміщений автотранспортний та залізничний міст. Автори проекту — інженери Ленгіпротрансмосту К. Є. Паліцин (залізнична частина мосту), А. Д. Гутцайт і архітектор Л. О. Носков (міська частина мосту).
У 2013 році була розібрана одноколійна залізнична лінія, що вела до промислових підприємств на Синопській набережній.

## Конструкція
Міст однопролітний, залізобетонний, балочно-розрізної системи. Пролітна будова складається з типових двотаврових балок постійної висоти з перенапруженого залізобетону. Підвалини з монолітного залізобетону на підставі палі, що облицьовані гранітом. Загальна ширина моста складає 58 м (з них 11,5 м — ширина залізничної частини мосту, 46,5 м — міської частини), довжина мосту — 24,2 м.
Міст призначений для руху трамваїв, автотранспорту і пішоходів. Проїжджа частина мосту включає в себе 6 смуг для руху автотранспорту і 2 трамвайних шляхи, які влаштовані в підвищеному рівні. Покриття проїжджої частини і тротуарів — асфальтобетон. Тротуари відокремлені від проїжджої частини високим гранітним парапетом. На мосту встановлене металеве перильне огородження, що завершується на підвалинах гранітними тумбами.